# 일리야 레핀
일리야 예피모비치 레핀(러시아어: Илья́ Ефи́мович Ре́пин, 1844년 8월 5일~1930년 10월 29일)은  러시아 화가이다. 19세기의 가장 유명한 러시아 화가 중 한 명으로, 주요 작으로 〈볼가강에서 배를 끄는 인부들〉, 〈쿠르스크 구베르니아의 종교행렬〉, 〈이반 뇌제와 그의 아들 이반〉과 〈답장을 쓰는 자포로제의 코사크〉 등이 있다. 또한 레핀은 당대 러시아 문장가와 미술가들의 자화상들로 알려졌으며 미하일 글린카, 모데스트 무소륵스키, 파벨 트레티야코프, 그리고 그와 절친했던 레프 톨스토이의 자화상을 그렸다.
레핀은 러시아 제국의 하리코프현 추게프(오늘날 우크라이나의 추위프)에서 태어났다. 그의 아버지는 러시아군의 우완 기병대에서 복무하다가 말을 거래하는 상인이 되었다. 레핀은 16세 때부터 그림을 그리기 시작했으며 상트페테르부르크 제국 미술 아카데미 입학에 실패하였으나 1863년 상트페테르부르크로 넘어가 1869년, 1871년 입상하였다. 블라디미르 알렉산드로비치 대공의 의뢰로 〈볼가강에서 배를 끄는 인부들〉을 그려 화가로서의 경력을 시작했다. 그 후 파리와 노르망디에서 인상주의를 경험하고 야외 사생을 배웠다.
1885년 그린 작품 〈이반 뇌제와 그의 아들 이반〉이 논란이 되어 전시회에서 작품을 내리게 되었다. 그럼에도 불구하고 화가로서 성공을 거둬 상트페테르부르크 인근 쿠오칼라(Kuokkala)에 집을 구매해 기거했다.
1905년 제정 러시아가 집회를 폭력적으로 억압하자 레핀은 미술 아카데미의 교수직을 사임하였다. 그는 1917년 2월 혁명을 환영했지만 10월 혁명에서 볼셰비키가 보인 폭력과 적색 테러에서 충격을 받았다. 1917년 핀란드 대공국이 러시아로부터 독립하자 레핀은 1925년 그의 전시회가 열리는 (레닌그라드로 명명된) 상트페테르부르크에 방문할 수도 없게 되었다. 레핀은 1930년 9월 29일 사망하였다. 그의 생가는 현재 박물관으로, 유네스코 세계유산으로 지정되었다.

## 주요 작품
러시아의 사실주의 화가로서 이반 크람스코이가 이끄는 이동파 중 한 사람이었다. 동시대 인상주의의 영향을 받아 러시아 민중의 삶을 사실적으로 표현하였다. 주요 작품은 다음과 같다.
- <볼가강에서 배를 끄는 인부들>
- <이반 뇌제와 그의 아들 이반>
- <아무도 기다리지 않았다>
- <쿠르스크 구베르니아의 종교행렬>
- <숲에서 휴식을 취하는 톨스토이>